# マリア・ギゴバ
マリア・ギゴバ（Maria Gigova、1947年4月21日 - ）は、ブルガリアの新体操選手。

## 経歴
世界新体操選手権において個人総合3連覇（1969年、1971年、1973年）、種目別ではフープで4連覇を果たした（1967年、1969年、1971年、1973年）。また、団体においても（団体総合ではない）ナショナルチームのメンバーとして活躍し、ブルガリアの同大会2連覇に貢献した（1969年、1971年）。
1974年に現役引退。ソフィアのナショナル・スポーツ・アカデミーで学んだ後、1978年から1992年まで国際体操連盟の役員として活動した。また、1978年にブルガリア新体操連盟の副理事に、1982年には理事に選出された。1989年に理事に再任され、1999年まで務めた。